# SBB RABe 514
Der RABe 514 ist ein vierteiliger doppelstöckiger Triebwagenzug (DTZ) der SBB für die S-Bahn Zürich aus der Produktfamilie Siemens Desiro Double Deck.

## Bau und Inbetriebnahme

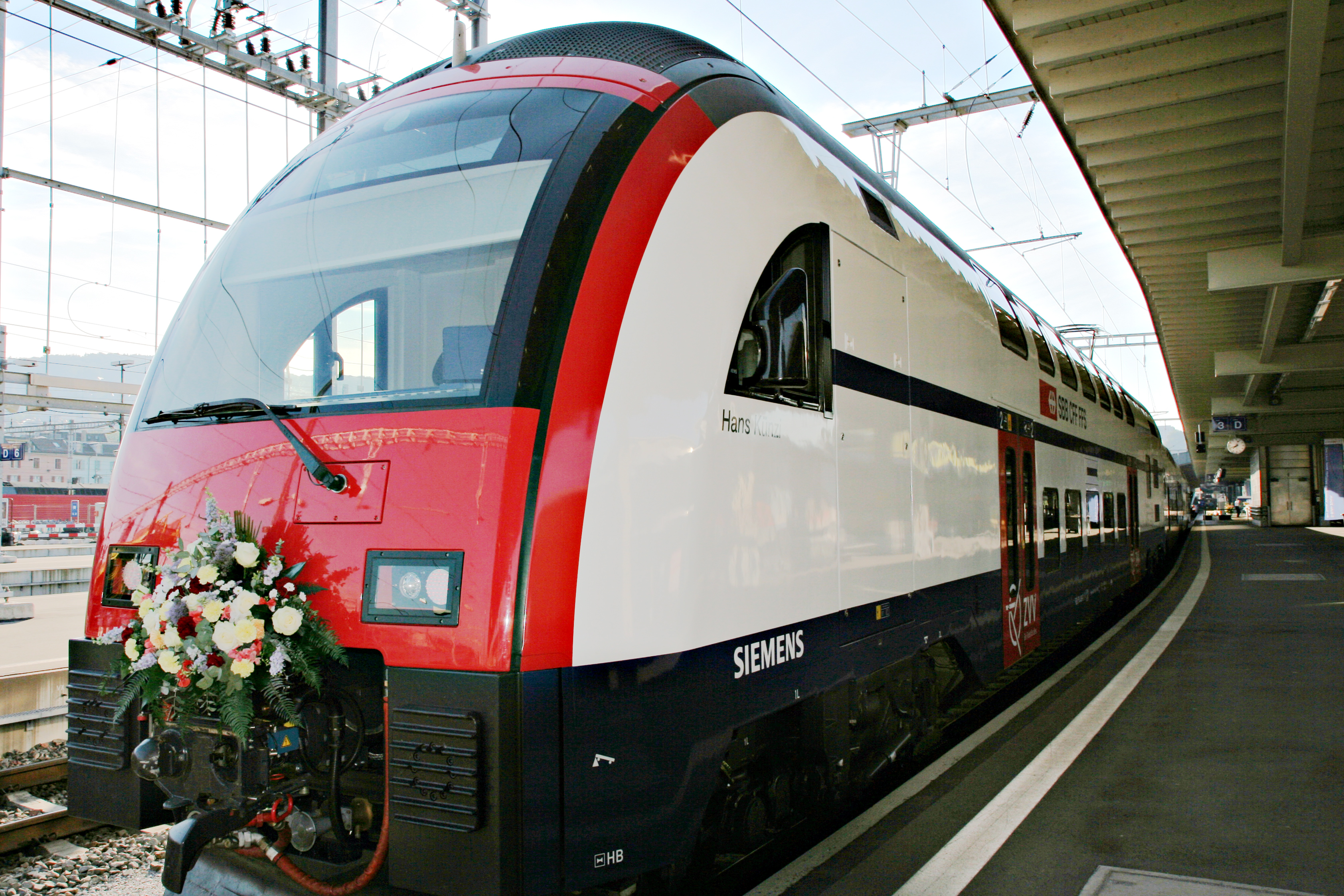
Komposition bei der Einweihung am 10. Juni 2006

Am 23. Februar 2003 hatte sich der Verwaltungsrat der SBB für den Auftrag bei Siemens Transportation Systems entschieden, welcher einen Wert von 447 Millionen CHF für die ersten 35 bestellten Triebzüge hatte. Diese Entscheidung kam relativ überraschend, da Siemens zuvor noch keine Doppelstockzüge hergestellt hatte. Ausnahme bildet der Triebwagen 445 im Konsortium mit der DWA Görlitz (jetzt Bombardier Transportation), der aber nie in Serie ging. Siemens hatte lediglich grössere Erfahrung in der Fertigung von Doppelstock-Wendezügen, welche die österreichische Siemens-Tochter Siemens SGP Verkehrstechnik als Wiesel-Doppelstockwagen für die ÖBB herstellte.
Siemens konnte sich mit seinem Konzept gegen ein Angebot von Bombardier und Alstom durchsetzen.
Bereits vor Ablieferung des ersten neuen Fahrzeugs zeichneten sich erste Schwierigkeiten ab, denn Siemens war mit der Fertigung im Werk Prag (ehemals ČKD Dopravní systémy) nicht in der Lage, die vertraglich vereinbarte Wertschöpfung in der Schweiz allein mit der Vergabe des Innenausbaus der Mittelwagen an Stadler Rail in Altenrhein zu erfüllen. Als Siemens-Inbetriebsetzungsort wurde Rorschach ausgewählt. Zudem mussten in der Klimatisierung noch einige Herausforderungen bewältigt werden. Am 2. Dezember 2005 wurde der Zürcher Öffentlichkeit am Hauptbahnhof Zürich in die erste Komposition Einblick gewährt. Bis Mai 2006 fand intensiver Testbetrieb auf dem Eisenbahnversuchsring Velim und im RTA Wien statt, bevor die ersten Kompositionen dem regulären Verkehr übergeben wurden. 
Am 6. Mai 2006 bestellte die SBB mittels Optionseinlösung weitere 25 Fahrzeuge. Da Siemens die Liefertermine nicht einhalten konnte, wurde anstelle einer Konventionalstrafe eine zusätzliche Komposition kostenlos geliefert, womit die SBB nun 61 Fahrzeuge im Bestand hat.

## Fahrzeug

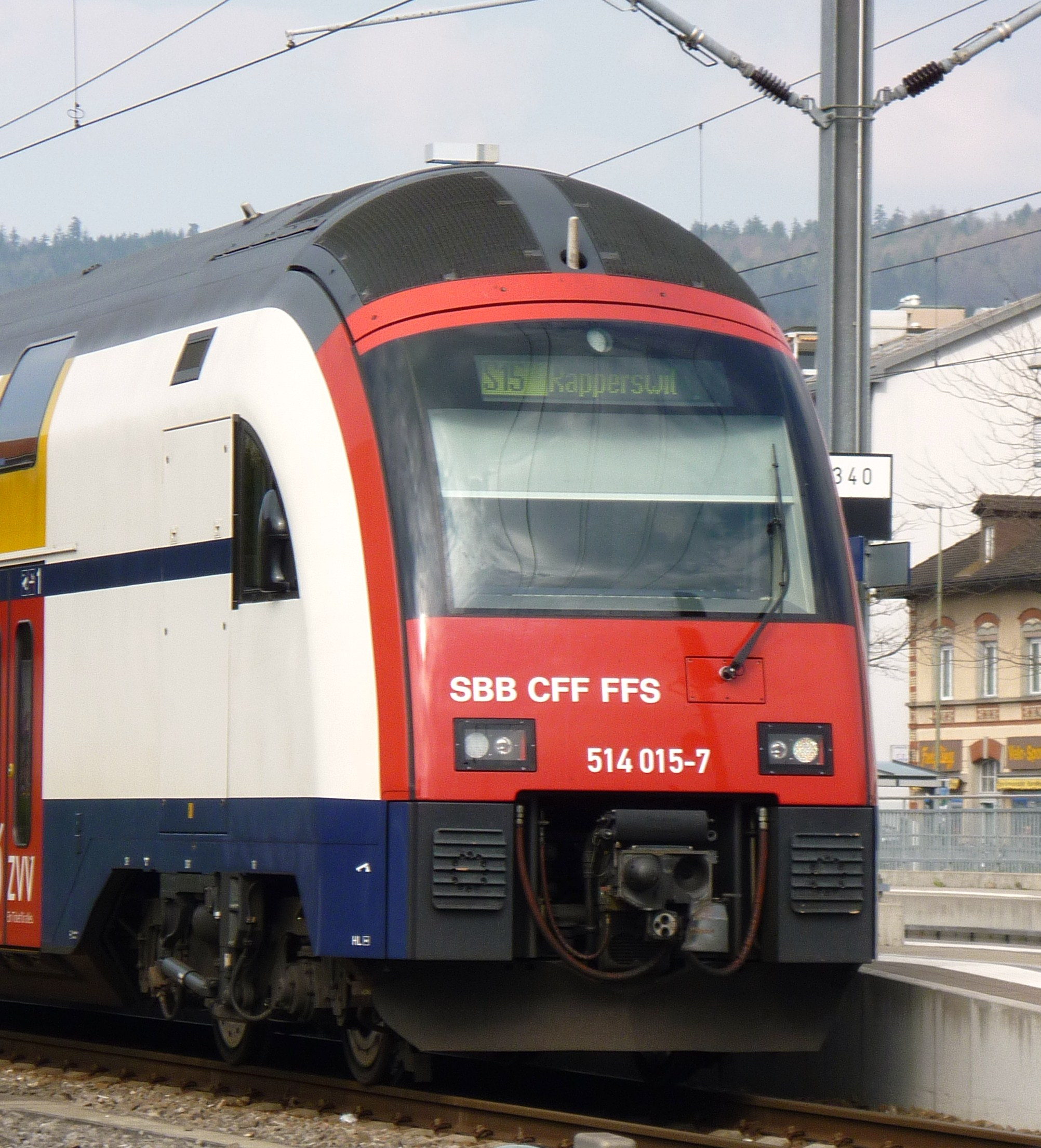
Frontansicht einer SBB RABe 514

Die DTZ bilden die zweite Fahrzeuggeneration der Zürcher S-Bahn und ergänzen seit 2006 die erste Generation in Form der Doppelstockpendelzüge (DPZ). Gegenüber diesen verfügen die DTZ über Niederflureinstiege, Fahrzeug-Klimatisierung und Toiletten mit Bioreaktor. Die zweiflügeligen Aussentüren werden behindertengerecht mit Schiebtritten ergänzt.
Der vierteilige Triebzug, bestehend aus zwei Triebköpfen und zwei Mittelwagen, wird in den beiden Triebköpfen von Asynchronmotoren angetrieben. Es sind insgesamt acht Achsen mit jeweils 400 kW angetrieben. Von beiden Triebköpfen muss jeweils ein Stromabnehmer an die Fahrleitung angelegt werden, da aus Platzgründen keine 15-kV-Dachleitung vorhanden ist.

### Ausstattung
Die Doppelstocktriebzüge (DTZ) bieten 74 Sitzplätze in der ersten Klasse, 304 Sitzplätze in der zweiten Klasse, sowie etwa 600 Stehplätze. Die Sitzplätze der 1. Klasse sind mit Steckdosen für Laptops (230 V, 50 Hz) versehen, diese wurden allerdings 2008 wegen Problemen mit dem Hilfsbetriebeumrichter (HBU) abgeschaltet. Unter ungünstigen Umständen hätte eine zu hohe Spannung abgegeben werden können, welche die angeschlossenen Geräte beschädigen könnte. Ende 2008 wurde auf drei Kompositionen ein Testbetrieb mit neuer Software auf dem HBU durchgeführt. In Folge wurde die gesamte Flotte nachgerüstet.

## Einsatz

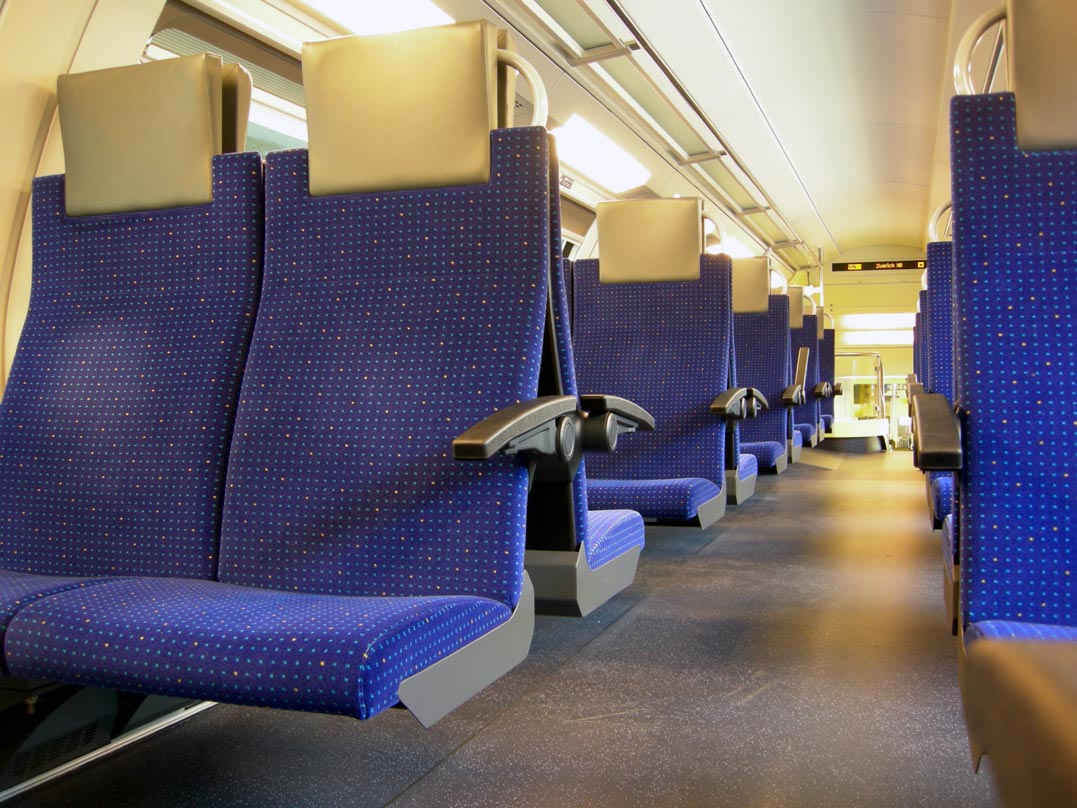
Innenraum eines DTZ

Die DTZ kommen auf S-Bahnlinien zum Einsatz, die bereits von DPZ bedient werden. Die dadurch frei werdenden DPZ verstärken weitere Züge und haben nach und nach die mit den Pendelzuggarnituren RABDe 510 (Mirage) und RBe 540 betriebenen Linien übernommen, gleichzeitig wurden diverse Angebotsausbauten durchgeführt.
Die RABe 514 wurden ab Ende Mai/Anfang Juni 2006 ausschliesslich im Versuchsbetrieb auf der S14 (Hinwil–Zürich HB) eingesetzt. Ab dem Fahrplanwechsel im Dezember 2006 wurden die ersten neun Kompositionen, die von der SBB abgenommen wurden, auf der S7 (Rapperswil–Zürich–Winterthur) fahrplanmässig eingesetzt. Weitere Kompositionen gelangten nach ihrem Eintreffen, bis zur definitiven Abnahme durch die SBB, weiterhin jeweils auf der S14 zum Einsatz und wurden nach Abnahme in den Regelbestand eingereiht. In Tagesrandzeiten, wenn nicht alle Kompositionen auf der S7 benötigt wurden, kamen einzelne Kompositionen durch Abtausch in Rapperswil auf der S15 zum Einsatz.
Ursprünglich sollten die DTZ zusammen mit DPZ gekoppelt zum Einsatz kommen, was u. a. aufgrund der kostengünstigen proprietären Vielfachsteuerung der DPZ, die zudem nicht mehr produziert wird, bereits in der Entwicklungsphase zu einem gewichtigen technischen Problem wurde. Um den Einsatz nicht zu gefährden, wurde von diesem Vorhaben Abstand genommen und ein typenreiner Einsatz auf den Linien S5 und S7 in den Vordergrund gestellt. Entgegen dieser Planung musste eine weitere Veränderung vorgenommen und der Einsatz auf der S5 weiter zurückgestellt werden. Im Falle von Problemen bei der Fahrzeugverfügbarkeit konnten an den Endpunkten der S7 in Winterthur und Rapperswil einzelne Kompositionen oder der gesamte Zug ausgetauscht werden, was an den Endpunkten der S5 in Pfäffikon SZ nur erschwert und in Rafz respektive Niederweningen gar nicht möglich ist. Durch den vorgezogenen Einsatz auf der S7 erhoffte man sich, die Fahrzeugzuverlässigkeit so weit zu steigern, dass keine ausserplanmässigen Austausche notwendig werden oder gar Zugausfälle zu beklagen sind.
Seit Mai 2008 werden die DTZ auch auf der S15 mit DPZ und RBe 540-Pendeln im Mischbetrieb eingesetzt, zusätzlich kamen sie an Wochenenden erstmals auf der S8 zum Einsatz; seit Sommer 2008 wird die S8 integral mit DTZ betrieben.

## Taufnamen

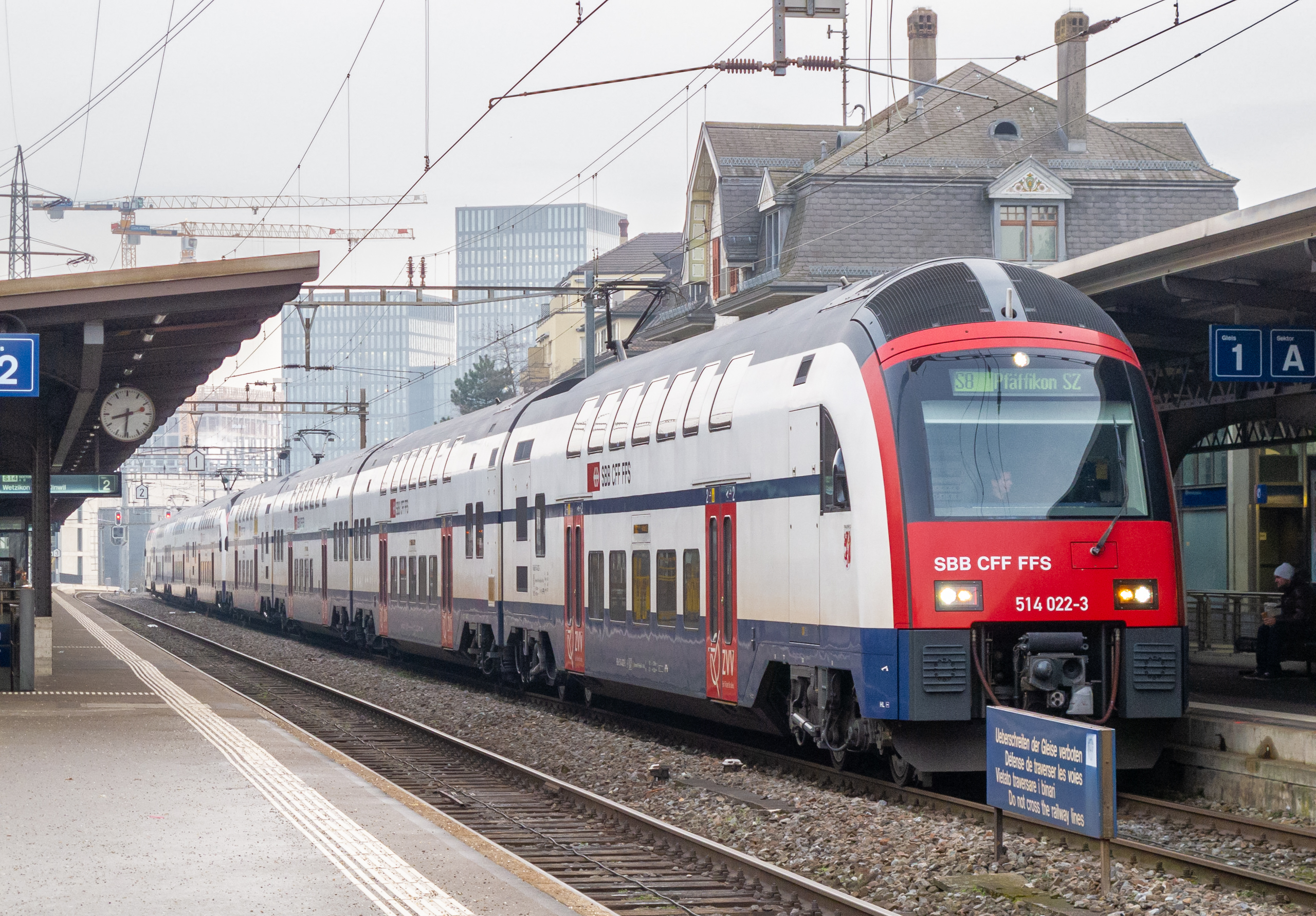
SBB RABe 514 022 in Zürich-Oerlikon (2011)

Aufgelistet sind nur die getauften Fahrzeuge:
| Betriebsnummer | Taufname                |
| -------------- | ----------------------- |
| 514 006        | Hans Künzi              |
| 514 007        | Bülach                  |
| 514 011        | Wipkingen               |
| 514 012        | Russikon                |
| 514 016        | Schaffhausen            |
| 514 017        | Wetzikon                |
| 514 022        | Frauenfeld + Weinfelden |
| 514 027        | Lufingen                |
| 514 030        | Regensdorf              |
| 514 043        | Neuhausen am Rheinfall  |
| 514 050        | Züri West               |
| 514 059        | Elsau                   |
| 514 060        | Oerlikon                |

## Trivia

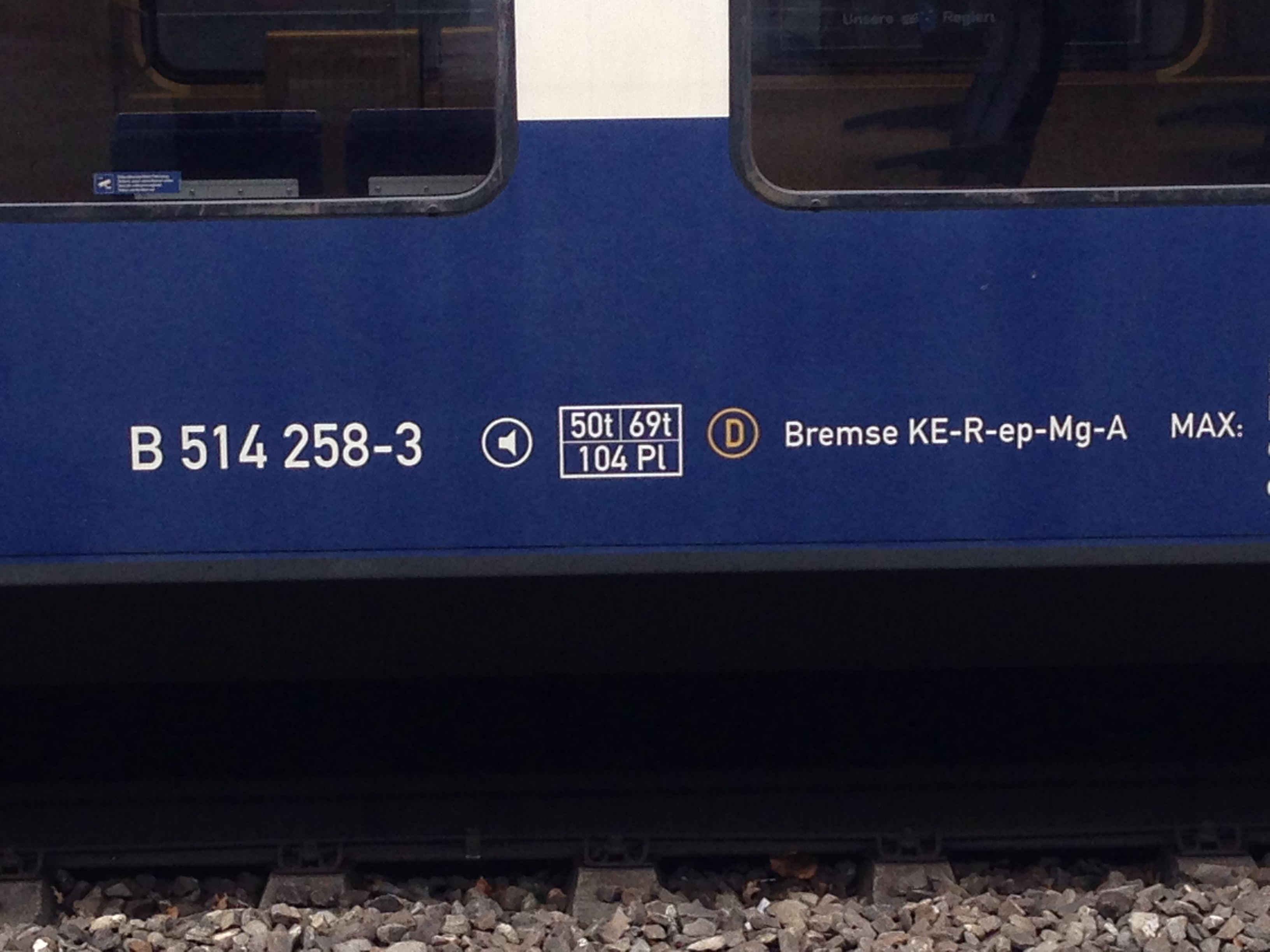
Nicht der TSI-Nummer entsprechende EDV-Nummer am zweiten Wagen des RABe 514 058

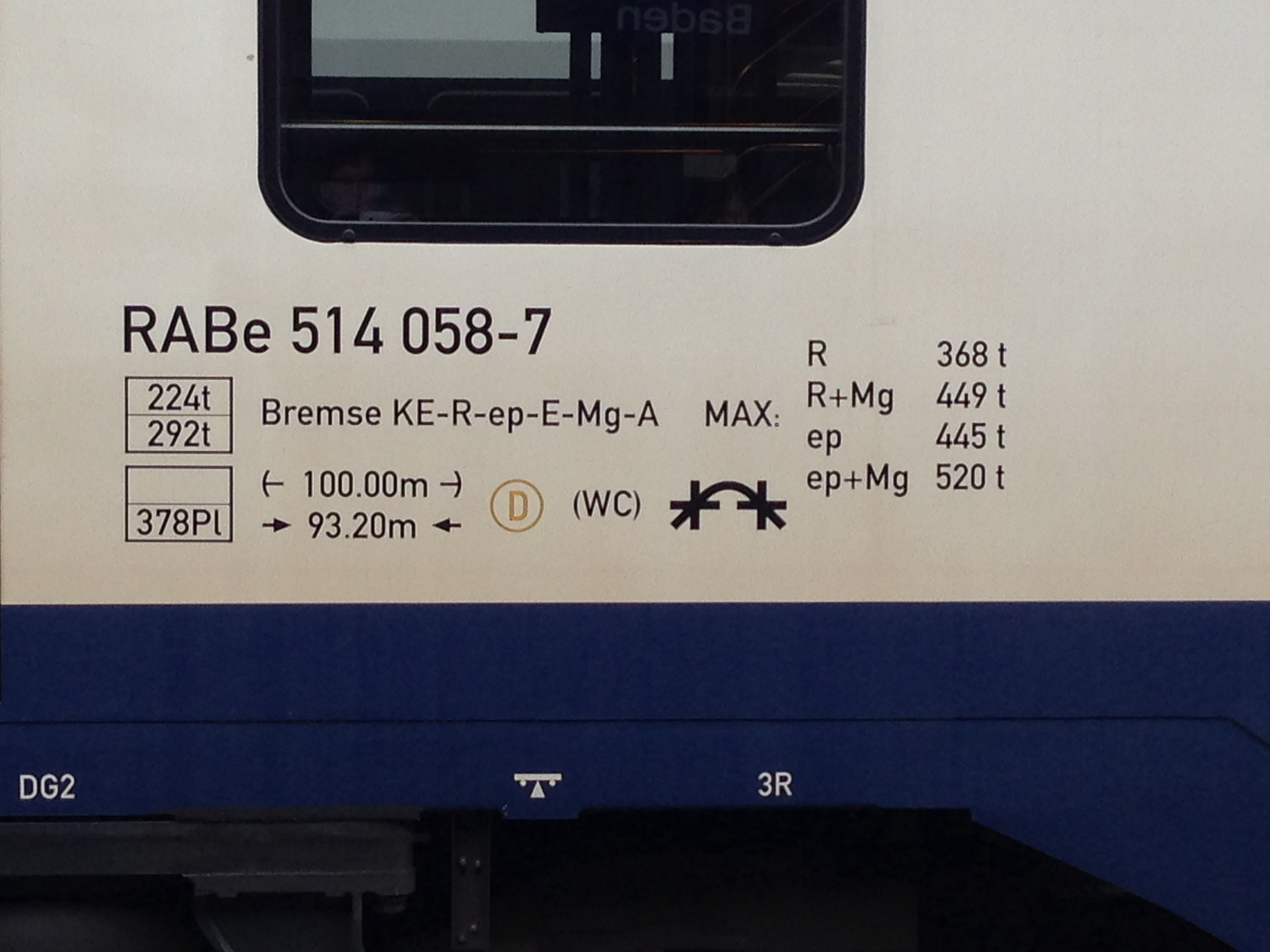
Nicht der TSI-Nummer entsprechende EDV-Nummer des RABe 94 85 0 514 058-2

Da die SBB zum Zeitpunkt der Auslieferung der ersten RABe 514 nur siebenstellige EDV-Nummern verwendeten, was damals genügte, weil ein Einsatz im Ausland nicht vorgesehen war (vgl. Bauartbezeichnungen der Schweizer Lokomotiven und Triebwagen), wurde als Zähler für die einzelnen Wageneinheiten die viertletzte Ziffer verwendet, während der Triebzug als ganzes die Ziffer 0 erhielt, zum Beispiel:
- Triebzug als solcher: 514 058-7
- vorderer Endwagen: 514 158-5
- Zwischenwagen: 514 258-3
- Zwischenwagen: 514 358-1
- hinterer Endwagen: 514 458-9

Mit der konsequenten Einführung der TSI-konformen Nummern zählten die SBB die einzelnen Wageneinheiten neu mit der fünften, also
achtletzten Ziffer, sodass sich auch für die DTZ neue Nummern ergaben, die mit den siebenstelligen Nummern nicht mehr kompatibel waren:
- Triebzug als solcher: 94 85 0 514 058-2
- vorderer Endwagen: 94 85 1 514 058-0
- Zwischenwagen: 94 85 2 514 058-8
- Zwischenwagen: 94 85 3 514 058-6
- hinterer Endwagen: 94 85 4 514 058-4

Die äussere Umnummerierung erfolgt dann wenn ein Fahrzeug komplett neu bezeichnet werden muss (z. B. bei Neulackierung). Demzufolge fahren seit 2016 mit "alter" und Züge mit "neuer" äusserer Nummerierung. Im Fahrgastraum sind die Fahrzeuge "neu" nummeriert.